# Chaetodon robustus
Chaetodon robustus es una especie de pez mariposa del género Chaetodon. 
Es llamado pez mariposa de tres franjas por sus tres franjas oscuras (marrones o negras) que se ubican en la aleta trasera, en la mitad del cuerpo y la otra, la infaltable, cruzando los dos ojos de la cabeza. Tiene escamas robustas de color grisáceo brillante, teniendo el vientre y parte de la aleta trasera en amarillo, y el lomo, en contraste, de un rojizo suave. Alcanza hasta 14,5 cm de longitud.
Habita en el centro del Océano Atlántico, en aguas cálidas tropicales, qudesde Mauritania hasta el Golfo de Guinea, incluido Cabo Verde. Se encuentra usualmente en los arrecifes de coral de los fondos marinos, entre 30 y 70 m de profundidad. Excepto en temporada de apareamiento cuando se le ve en pareja, es un pez algo solitario, alimentándose de invertebrados bénticos.